# Anathapindika
Anathapindika, geboren als Sudatta, was een gahapati en de rijkste handelaar uit Savatthi die bekend werd als belangrijkste patroon van de Boeddha. Hij was een groot weldoener en gever van giften aan zowel de sanga (boeddhistische monastische orde) als aan de armen in de samenleving. Anathapindika betekent in de Pali taal: hij die aalmoezen geeft aan diegenen die onbeschermd zijn.
Anathapindika wordt vele malen genoemd in de Pali-canon en was volgens de Boeddha de voornaamste onder de leken-ondersteuners van de sangha. Indien iemand een goede leken-volgeling van de Boeddha wilde zijn, zou hij er goed aan doen zichzelf zo voorbeeldig te gedragen als Anathapindika.

## Het Jetavanaklooster
Anathapindika is vooral bekend als de gever van het vredige Jetavanaklooster in Savatthi. Het Jetavana was van origine een bos of park en prins Jeta, zoon van koning Pasenadi van Koshala, was de eigenaar. Anathapindika kocht het park van de enigszins onwillige prins Jeta voor de prijs van het beleggen van de gehele oppervlakte van het park met gouden munten. Nadat hij het park had gekocht, bouwde hij er ook hutjes voor de monniken en plaatsen waar de monniken gezamenlijke diensten en dergelijke konden uitvoeren. Prins Jeta raakte onder de indruk van de devotie van Anathapindika en bouwde een indrukwekkende poort/toren op de plaats van de ingang tot het park. De Boeddha bracht negentien regenseizoenen of vassa's door in het Jetavanaklooster en daarmee het klooster waar de Boeddha de meeste tijd doorbracht.

## Overlijden
Kort voor zijn dood werd Anathapindika bezocht door Sariputta en Anandha, twee voorname discipelen van de Boeddha. De toesprak die Sariputta op die gelegenheid gaf ging over de zes zintuigen en de vijf khandhas en raakte Anathapindika diep, omdat hij voorheen nog nooit een religieuze leer gehoord had met zo'n diepe betekenis. Anathapindika vroeg Sariputta waarom hij deze lering nog nooit eerder gehoord had en Sariputta vertelde hem dat dat was omdat deze lering moeilijk te begrijpen was voor leken-volgelingen, maar dat het een passende lering was voor monniken. Anathapindika verzocht daarop om dit type leringen ook aan leken-volgelingen te onderwijzen, omdat er ook leken zouden zijn die het wel konden begrijpen. De Boeddha gaf hier expliciet toestemming voor.
Na zijn dood werd Anathapindika wedergeboren in de Tusita-hemel. Kort na zijn geboorte als god of deva bracht hij een bezoek aan het Jetavanaklooster, om opnieuw zijn respect te betuigen aan de Boeddha en zijn leer.